# Úvalno (železniční zastávka)
Úvalno je železniční zastávka (dříve též nákladiště a hláska), která se nachází ve východní části obce Úvalno v okrese Bruntál. Leží v km 96,120 jednokolejné železniční trati Olomouc – Opava východ mezi stanicemi Skrochovice a Krnov. V blízkosti zastávky se nachází Fotbalový stadion Úvalno. 

## Historie

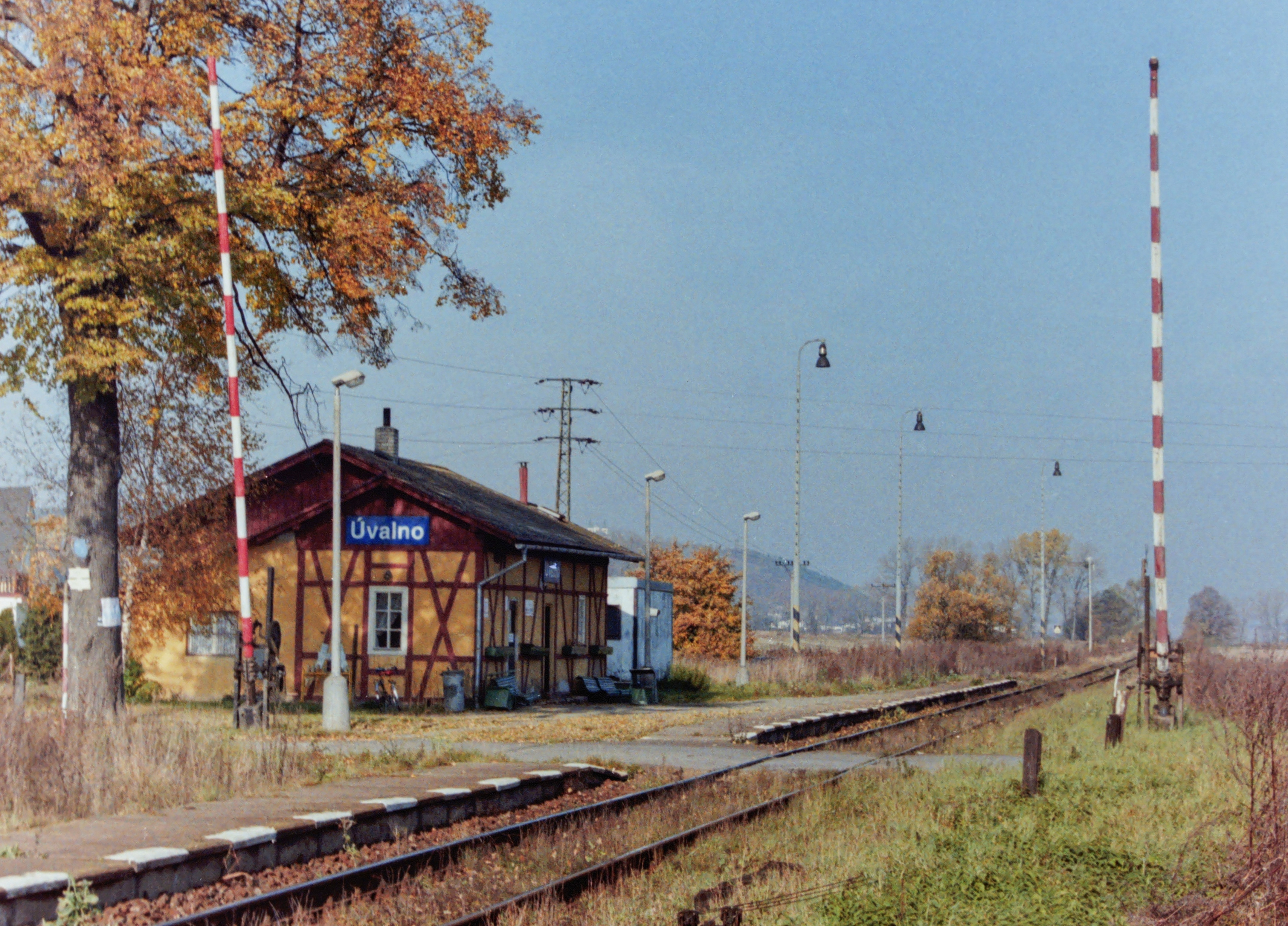
Zastávka a hláska v roce 1999

Zastávka byla zřízena v roce 1875, tedy tři roky po zahájení provozu na trati, železniční trať stavěla známá firma bratří Kleinů, později zde bylo vybudováno i nákladiště s celní pobočkou v Krnově. Nákladiště sloužilo především pro polské zemědělce z Branic kteří zde vážili a nakládali cukrovou řepu, koleje byly ale později vytrhány. Významnou roli plnila zastávka také během 2. světové války. Roku 1940 odsud bylo transportováno asi 400 duševně nemocných pacientů určených k popravě. V budově zastávky byla rovněž dopravní kancelář hlásky Úvalno, která byla vybavena mechanickými návěstidly. Hláska byla zrušena společně se sousední hláskou Krnov-Cvilín 15. prosince 2000, tyto dopravny byly nahrazeny nově zřízeným automatickým hradlem Červený Dvůr.
V budově zastávky se pak ještě do roku 2005 prodávaly jízdenky, poté však přestala sloužit svému účelu a začala chátrat. SŽDC uvažovala o demolici objektu, ale nakonec jej v roce 2016 odkoupila obec Úvalno.
V roce 2016 proběhla celková oprava trati Opava – Krnov, v Úvalně se to projevilo především výstavbou nového nástupiště a zřízením nového přístřešku.
V roce 2018 získalo Úvalno titul obec Moravskoslezského kraje a s tím spojenou odměnu jeden milion korun. Tuto částku pak obec využila na rekonstrukci budovy zastávky, která byla provedena v roce 2020. V objektu by mělo být informační centrum a návazné služby.

## Popis zastávky
V zastávce ležící na jednokolejné trati je vnější úrovňové nástupiště s délkou 90 m, hrana nástupiště je ve výšce 550 mm nad temenem kolejnice, cestujícím slouží přístřešek. Cestující v zastávce informuje rozhlasové zařízení INISS ovládané ze stanice Krnov. V těsném sousedství zastávky v km 96,163 je přejezd s evidenčním číslem P7757 přes silnici III/4593, který je zabezpečen světelným přejezdovým zabezpečovacím zařízením se závorami. V prostoru zastávky se nachází také starý poštovní vagon, takzvaný hytlák, který zde byl dovezen v roce 2021. Roku 2025 tento vagon začal sloužit jako ubytovna pro turisty.

## Provoz osobní dopravy
Vlaky ČD a zastávka jsou součástí ODIS a integrovaný v dopravním systému Esko jako linka S 10. V zastávce zastavují přímé osobní a spěšné vlaky ve směrech Opava východ, Krnov, Bruntál, Rýmařov a vybrané spoje do Moravského Berouna, Głuchołaz a Jeseníku. Rychlíky zastávkou projíždějí.

## Dřívější názvy[1]
- ?–1918 Lobenstein
- 1918–1938 Úvalno
- 1938–1945 Lobenstein (Sudetenland)
- 1945–dosud Úvalno

## Fotogalerie

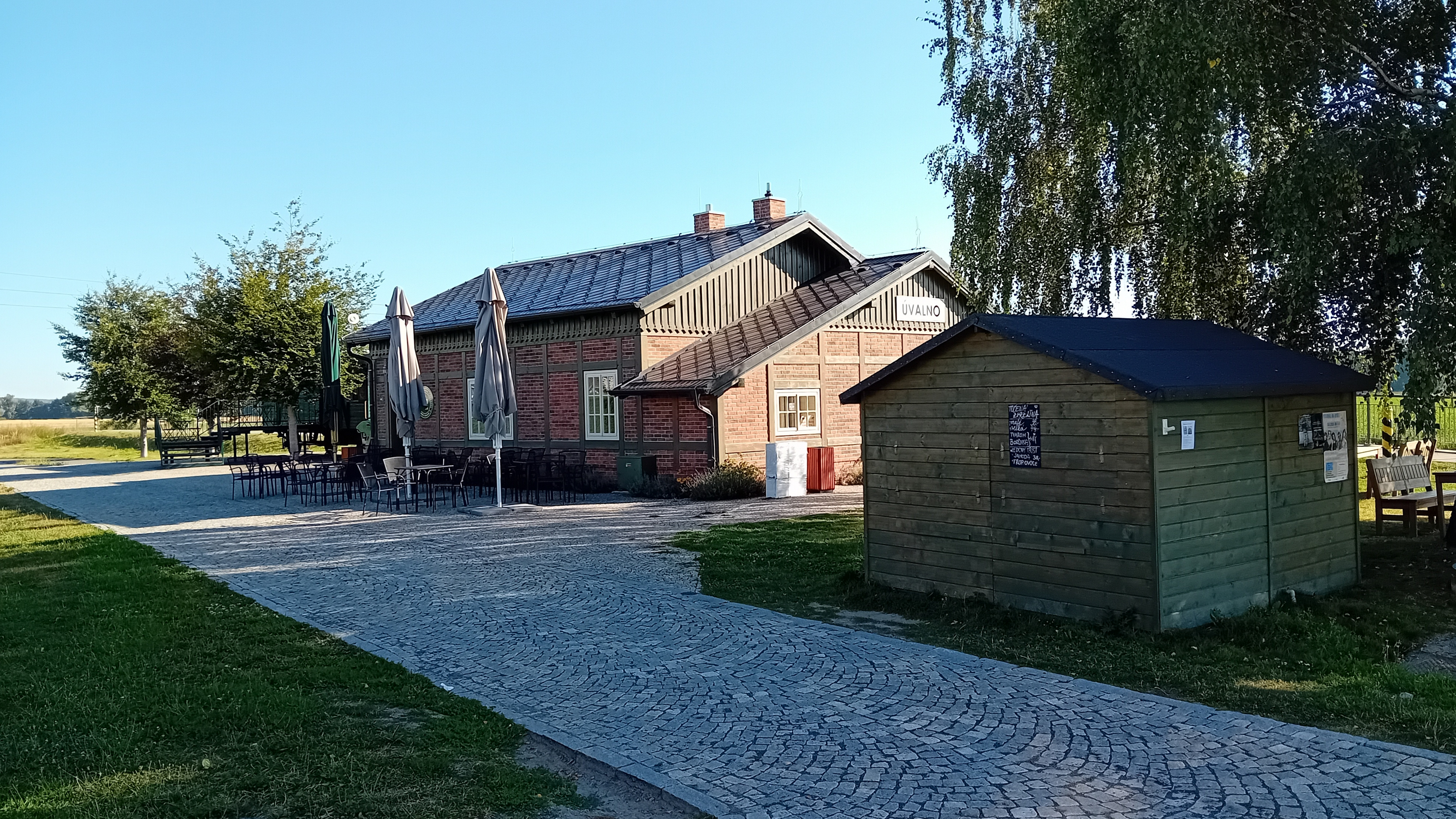
budova zastávky
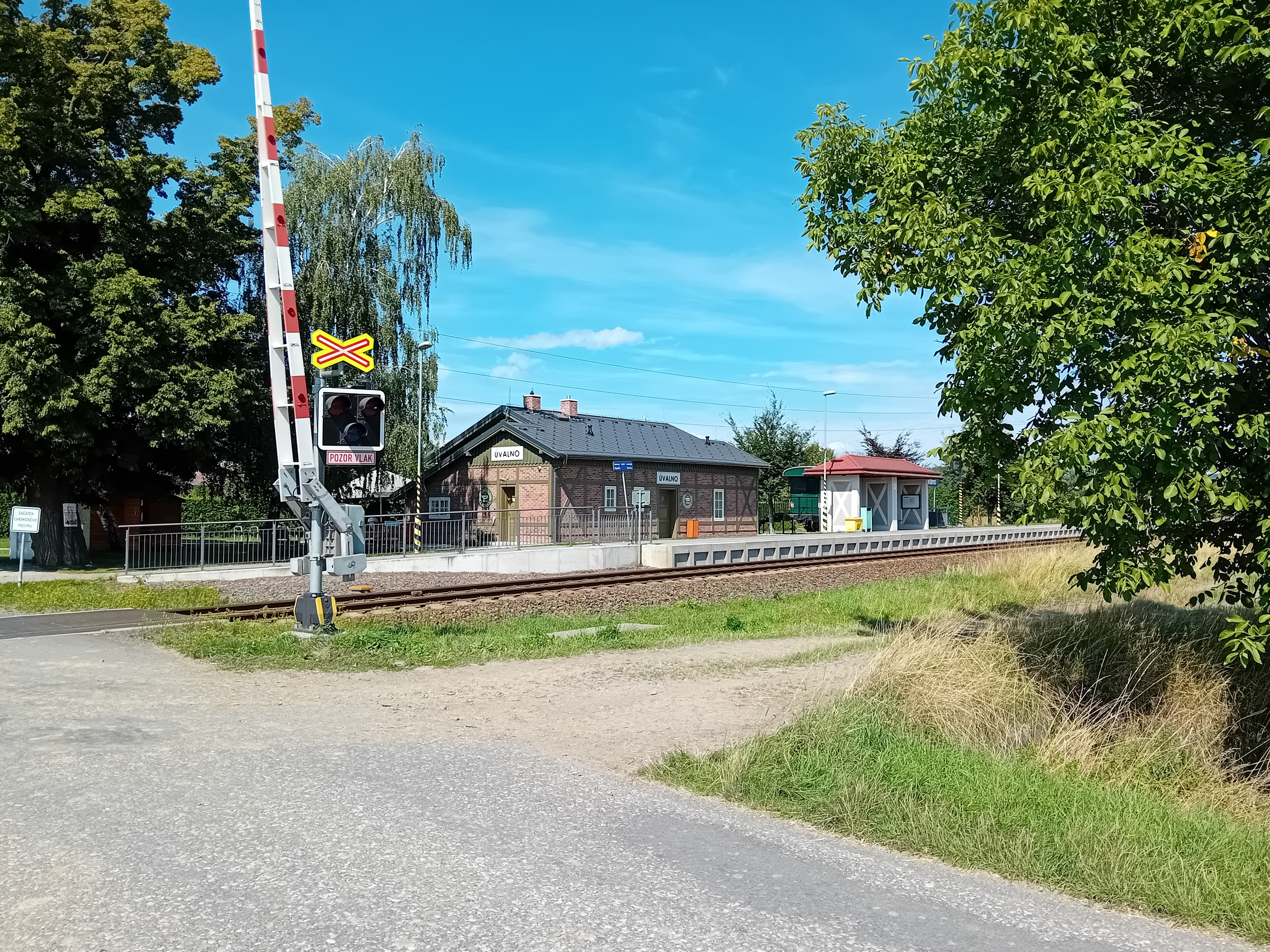
zastávka se železničním přejezdem
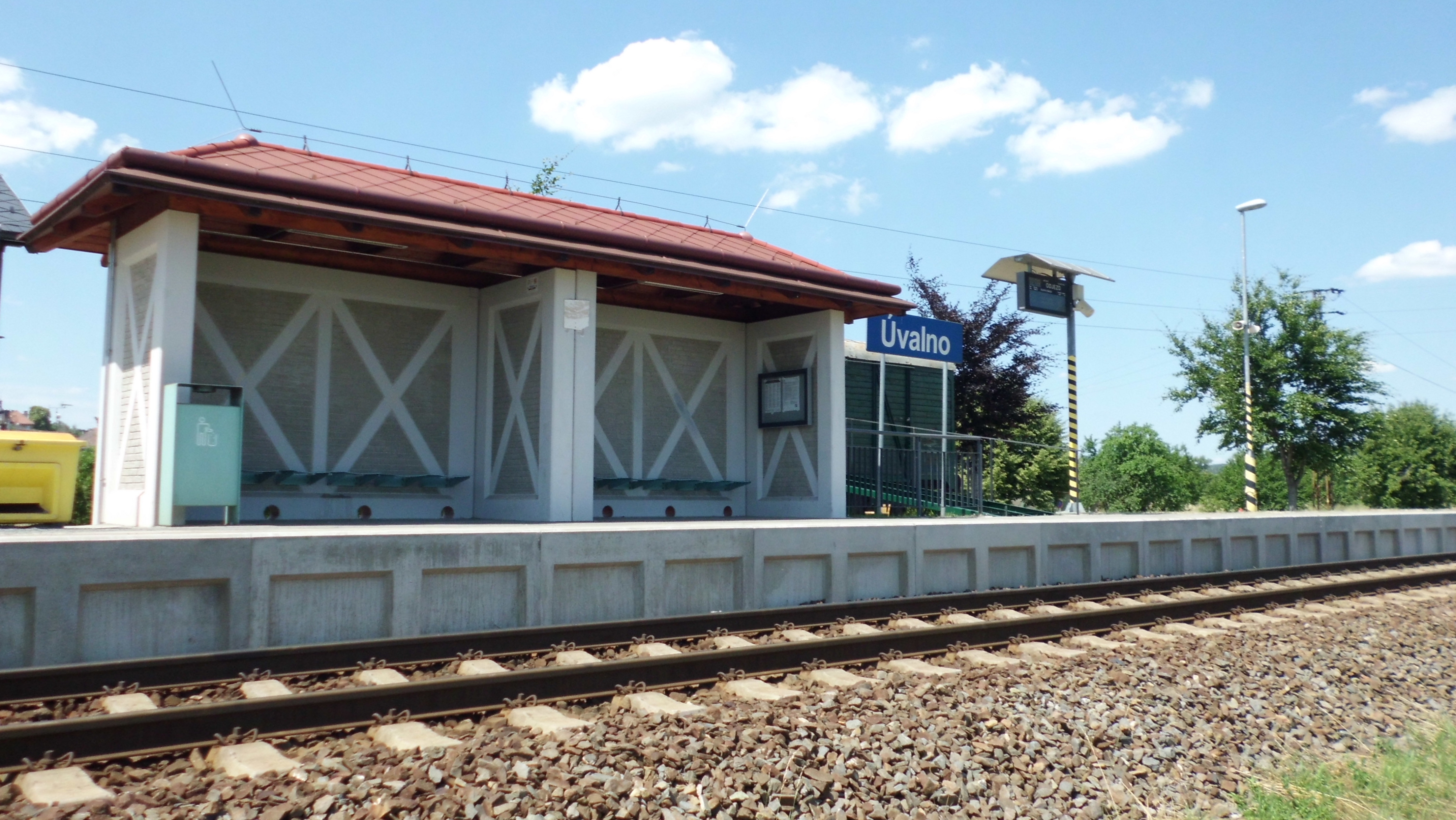
železniční zastávka v roce 2022
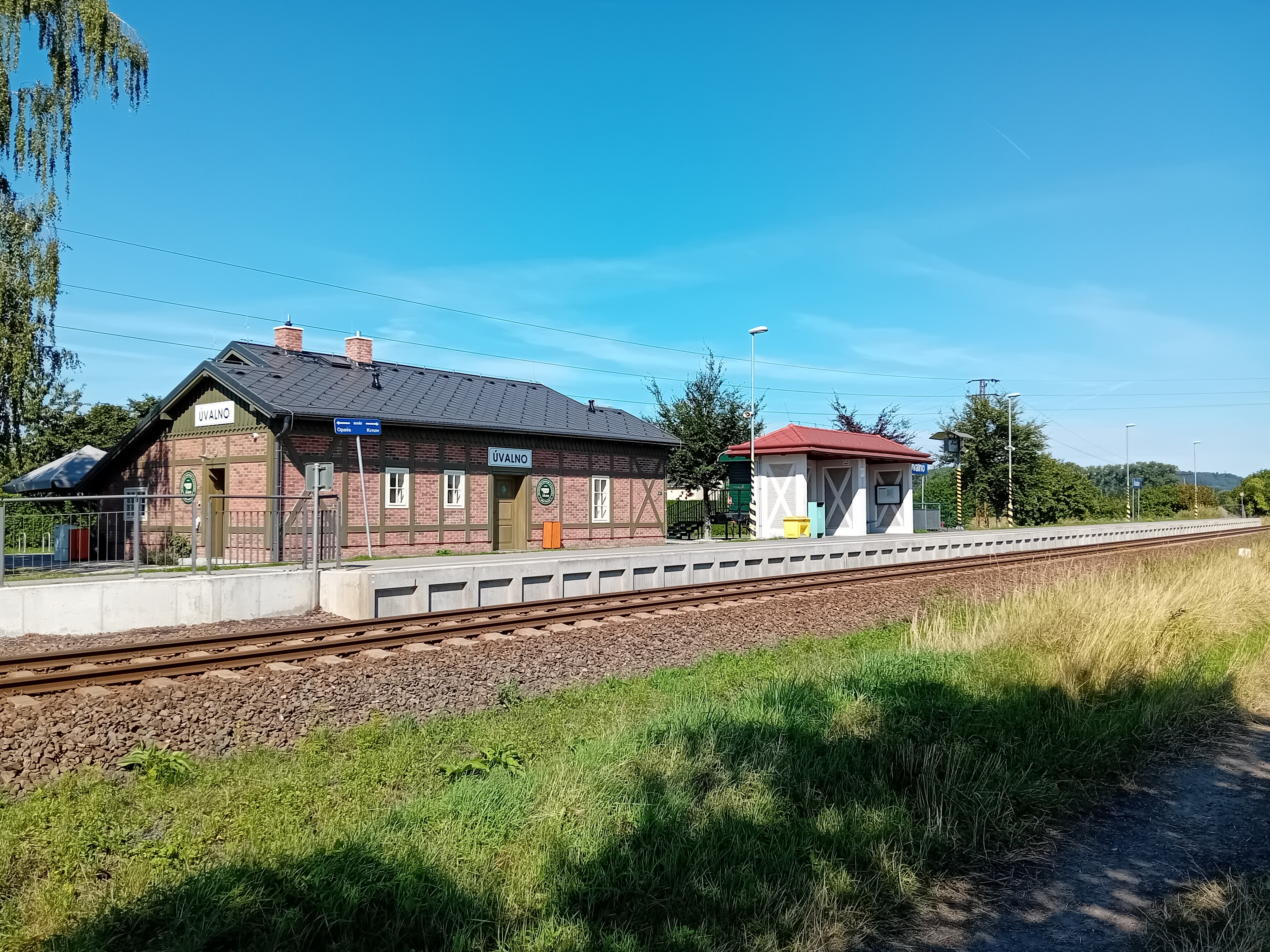
celkový pohled na zastávku
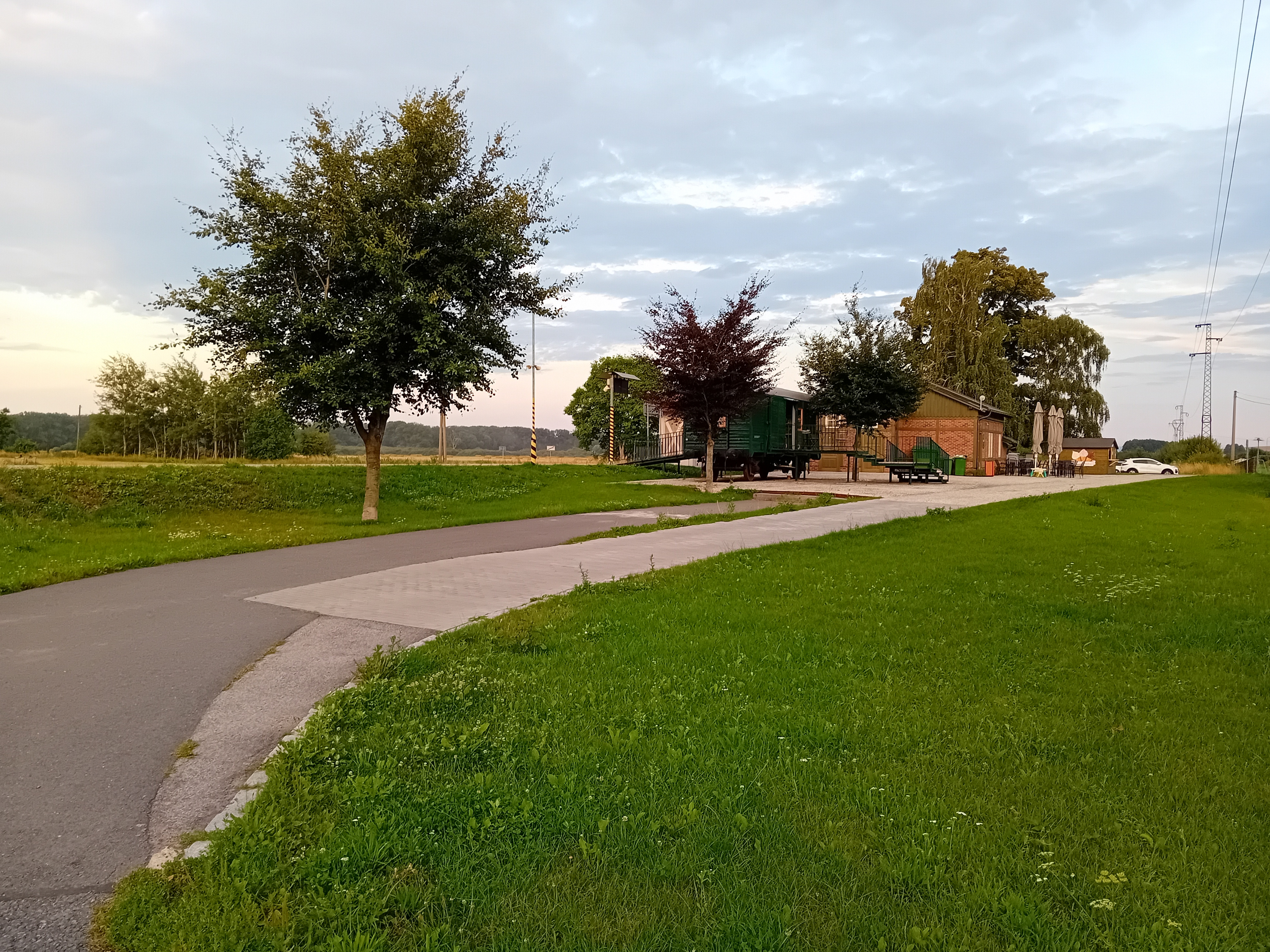
přednádražní prostor
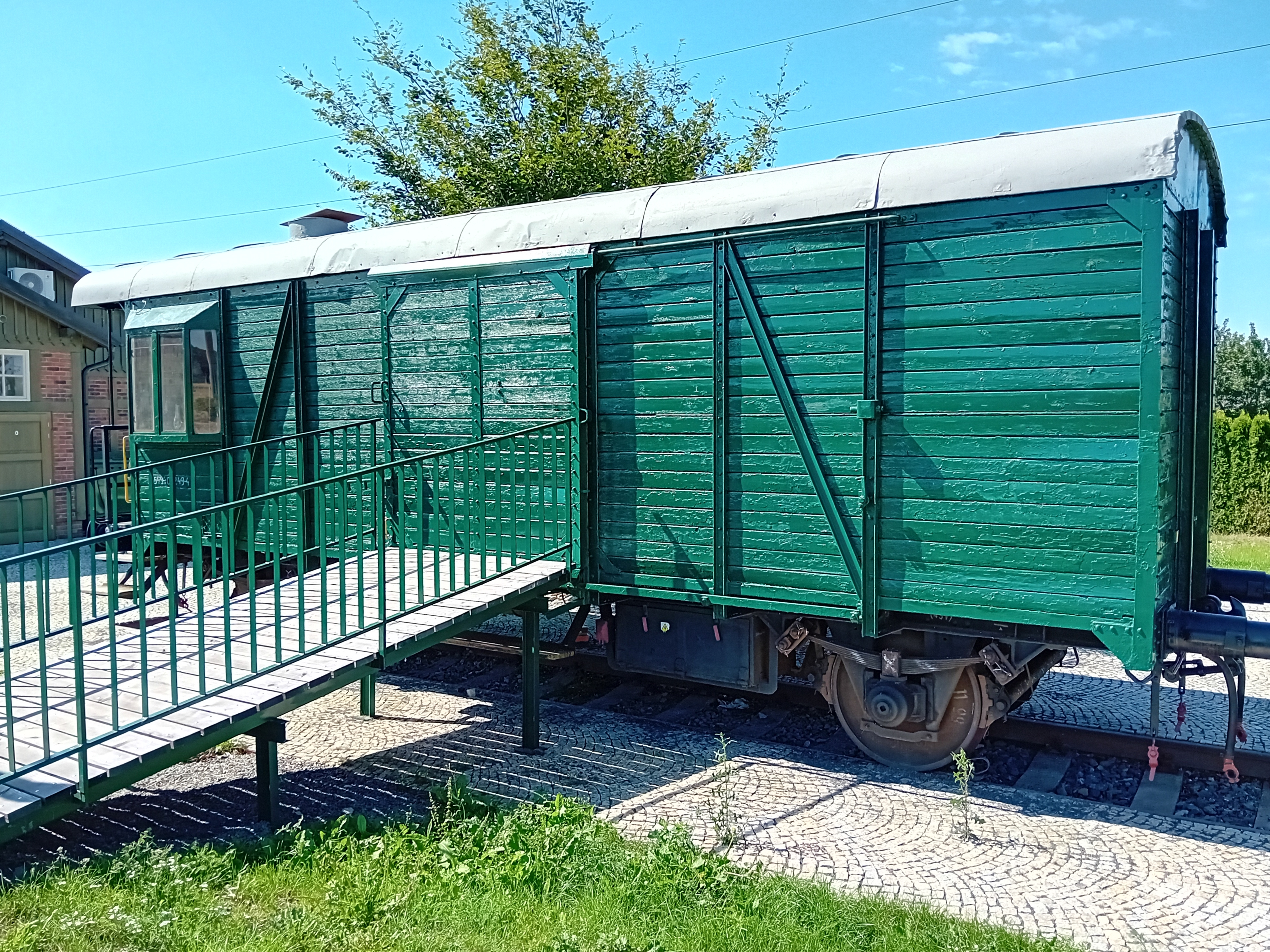
historický vagon